# Baluarte híd
A Baluarte híd (spanyolul Puente Baluarte vagy teljes nevén Puente Baluarte Bicentenario) egy közúti ferdekábeles híd a Baluarte folyó völgye fölött Mexikó Sinaloa és Durango államainak határán a Nyugati-Sierra Madre hegységben, a Mazatlán és Victoria de Durango közötti 40-es számú autópályán. A hídpálya terepszint feletti 403 méteres legnagyobb magasságával jelenleg a Föld legmagasabb szabad nyílású ferdekábeles hídja.

## Elhelyezkedése
A Mazatlán és Victoria de Durango között 2012-re felépült autópálya Mexikó belső részei és a Csendes-óceán között teremt kapcsolatot, a Nyugati-Sierra Madre hegységet keresztezve: mintegy 800 km-es észak-déli sávban ez az egyetlen ilyen jelentősebb út. A híd éppen egy két állam határát kijelölő folyóvölgy fölött épült: nyugati vége Sinaloa állam Concordia községének területén, keleti vége a durangói Pueblo Nuevo községében található.

## Építése
Az autópálya jelenlegi nyomvonala nagyjából megegyezik a már korábban is létező hírhedt Espinazo del Diablo („Az Ördög Gerince”) útvonalával, utóbbi azonban rendkívül hosszadalmasan kanyarog a hegyek között, és igen veszélyes. Az új autópályát azért tervezték, hogy biztonságos és gyors összeköttetést teremtsen az óceánpart és a szárazföld belseje között. Ehhez azonban számos alagutat (egészen pontsan 63-at, közülük a leghosszabb a 2660 m-es El Sinaloense) és 32 hidat kellett megépíteni, melyek közül 8-nak a hosszúsága a 300 métert is meghaladja, ezek egyike a Baluarte híd.
A 2,18 milliárd pesóba kerülő építkezés 2008. február 21-én kezdődött meg és mintegy 1500 (más forrás szerint 5000) ember dolgozott rajta éveken át. Eredetileg 2010-ben, az 1810-es függetlenségi forradalom 200 éves évfordulóján tervezték felavatását (ezért szerepel hivatalos nevében a Bicentenario szó), de a késések miatt csak 2012. január 5-én avatták fel, méghozzá Felipe Calderón elnök jelenlétében. Ebben az évben a Grupo Expansióntól a híd megkapta az Obra del Año, vagyis „Az Év Műve” díjat is. Többen kiemelték, hogy ez a híd nem csak egy „egyszerű” közlekedési létesítmény, hanem egyben válasz is azoknak, akik Mexikót infrastruktúrájának elmaradottsága miatt bírálták, és bizonyíték arra, hogy Mexikó is képes ilyen hatalmas építmények létrehozására.

## Adatai
A folyóvölgy két szélén áll a híd két kábeltartó pilonja (magasságuk 158 és 169 méter, alapzatuk 18 m × 8,56 m-es, közepükön 31,1 m-re szélesednek ki), ezeken kívül még 4 hídpillér támasztja alá a keleti és 6 a nyugati oldalon (ahol a folyóvölgyön túl még egy kisebb völgyet is átível a híd). A pilonok tulajdonképpen két oszlopból állnak, melyek mindegyikének egy-egy oldalán 19-19 kábel tartja a híd pályaszerkezetét, így összesen 2 × 2 × 2 × 19 = 152 kábellel rendelkezik. A híd építéséhez 90 000 köbméter betont használtak fel, melyet 12 000 tonna acéllal erősítettek meg. A munkálatokhoz összesen kb. 447 000 m3 követ kellett kitermelni. A híd útpályája 2 × 2 sávos, összesen 14 méter szélességű.